# روبرت ك. كولبيبر
روبرت ك. كولبيبر (بالإنجليزية: Robert C. Culpepper)‏ هو محامي وقاضي ومصرفي وسياسي أمريكي، ولد في 31 مايو 1873 في مقاطعة جاكسون في الولايات المتحدة، وتوفي في 2 مارس 1950 في الإسكندرية في الولايات المتحدة. حزبياً، نشط في الحزب الديمقراطي. وقد انتخب عضو مجلس ولاية لويزيانا.